# Carcharocles auriculatus
Carcharocles auriculatus (sinónimo Otodus auriculatus) es una especie extinta de tiburón incluida en el género Carcharocles, cercanamente relacionada con el mejor conocido Carcharocles megalodon.

## Tamaño
La longitud de los dientes de C.auriculatus es relativamente grande - de 25 a 114 milímetros. Sin embargo, es menor que la de C. megalodon y Carcharocles angustidens; la longitud dental de C. megalodon es 38–178 mm y en C. angustidens 25–117 mm.

## Distribución
Muchos de los dientes de C. auriculatus provienen de Carolina del Sur, Estados Unidos. Sin embargo, se conocen hallazgos adicionales de dientes del Eoceno en la meseta Khouribga, en Marruecos.

## Evolución
Carcharocles auriculatus es el miembro más primitivo del género Carcharocles.

### Evolución deCarcharocles
Esquema de acuerdo a J.Cocke.
- Cretolamna appendiculata

↓
- Otodus obliquus

↓
- Otodus aksuaticus

↓
- Carcharocles auriculatus

↓                                    ↓
- Carcharocles angustidens Carcharocles sokolovi

↓
- Carcharocles chubutensis

↓
- Carcharocles megalodon